# جبريل رويز (ملحن)
جبريل رويز (بالإسبانية: Gabriel Ruiz Galindo)‏ هو عازف بيانو وكاتب أغاني وملحن مكسيكي، ولد في 18 مارس 1908 في غوادالاخارا في المكسيك، وتوفي في 31 يناير 1999.

## وصلات خارجية
- جبريل رويز على موقع IMDb (الإنجليزية)
- جبريل رويز على موقع ميوزك برينز (الإنجليزية)
- جبريل رويز على موقع أول ميوزيك (الإنجليزية)
- جبريل رويز على موقع ديسكوغز (الإنجليزية)